# Command and Control Boat
Della flottiglia del Mekong impiegata durante la durissima Guerra del Vietnam, 5 unità erano Command and Control Boat, CCB, con armi e struttura simili ai MON, ma con compiti di comando e controllo, ragion per cui avevano una serie di apparati radio anziché un mortaio da 81mm medio. Per il resto c'era una torretta anteriore da 20 o 40mm, 1 da 12,7 poppiero, 2 da 7,62. Il termine CCB nasce come hull classification symbol (simbolo di classificazione di scafo) dell'US Navy.